# Ава-мару
«Ава-мару» (яп. 阿波丸) — японский грузопассажирский лайнер, реквизированный во время Второй мировой войны для нужд флота. В 1945 году «Ава-мару» перевозило груз под эгидой Международного Комитета Красного Креста для содержавшихся на контролируемой Японией территории американских военнопленных. На обратном пути судно было потоплено американской подводной лодкой USS Queenfish (SS-393), командир которой из-за сложных погодных условий принял «Ава-мару» за эсминец. Из 2004 пассажиров и членов экипажа спастись удалось только одному человеку.

## История постройки
Лайнер «Ава-мару» был заложен 10 июля 1941 года в Нагасаки, на верфи Mitsubishi Shipbuilding & Engineering Co. Спуск на воду состоялся 24 августа 1942 года, а окончание постройки — 5 марта 1943. Заказчиком была компания Ниппон юсэн, планировавшая использовать «Ава-мару» на рейсах в Австралию. Одноимённое судно 1899 года постройки водоизмещением 6309 тонн также принадлежало «Ниппон юсэн» и было списано в 1930 году.

## Служба
10 марта 1943 года судно было реквизировано для нужд Императорского флота Японии. До весны 1944 совершило несколько рейсов между Японией и Сингапуром, перевозя боеприпасы. В мае 1944 года «Ава-мару» перевозило войска в Бирму в составе конвоя Hi-63.
В августе 1944 года «Ава-мару» включено в состав конвоя Hi-71, перевозившего войска, артиллерию, боеприпасы и топливо, необходимые для реализации стратегического плана по обороне Филиппин. 18 августа конвой подвергся атаке «волчьей стаи» из трёх американских подводных лодок и понёс тяжёлые потери. Были потоплены эскортный авианосец «Тайо», транспорты «Тейя-Мару» (погибло 2665 человек), «Тамацу-мару» (утонуло 4755 человек) и ещё девять судов. 19 августа «Ава-мару» получило повреждение торпедой, выпущенной подлодкой USS Rasher. Чтобы избежать затопления, судно выбросилось на берег в порту Курримао и затем было отбуксировано в Манилу.

### Гуманитарные грузы
В 1943 году США и Япония при посредничестве нейтральной Швейцарии заключили соглашение о безопасном проходе кораблей с гуманитарными грузами Красного Креста для военнопленных США и союзников, а также интернированных гражданских лиц, содержащихся на контролируемых Японией территориях. Так как СССР в то время ещё не находился в состоянии войны с Японией, местом передачи была выбрана Находка, куда грузы общим весом 2200 тонн (медикаменты, продовольствие, одежда и обувь) были доставлены в конце 1943 года. Соглашение о безопасном проходе распространялось и на обратные рейсы. Одним из условий обеспечения безопасного прохода была маркировка судна — включённые в тёмное время суток навигационные огни и размещение белых крестов с подсветкой на бортах, трубах и палубе.
Японская сторона приступила к транспортировке гуманитарных грузов в ноябре 1944 года, выделив для этих целей три судна: «Хакусан-мару», «Хоси-мару» и «Ава-мару». «Хакусан-мару» доставило груз из Находки в Кобе, по пути выгрузив около 150 тонн в Сэйсине. Затем из Японии в январе 1945 года «Хоси-мару» перевезло 275 тонн в Шанхай вместе с грузом банкнот и 15 тоннами золотых слитков. Распределение остатка по различным портам Юго-Восточной Азии входило в задачи «Ава-мару». 1 февраля оно было выведено из состава Императорского флота, вооружение было демонтировано, выполнена маркировка судна в соответствии с условиями соглашения.
«Ава-мару» покинуло Японию в феврале 1945 года, направляясь по сложному маршруту, включавшему Формозу, Гонконг, Сайгон, Сингапур и несколько яванских портов. Обратный путь лежал через Сингапур и Формозу. После доставки гуманитарных грузов «Ава-мару» с грузом олова, свинца и резины, полученных в Сингапуре и Сайгоне, возвращалось в Японию. Помимо грузов на борт было принято 36 женщин и 14 детей в Сайгоне и 1840 человек в Сингапуре (моряки, инженеры и офицеры торгового флота с затопленных японских судов). Экипаж судна составлял 120 человек. Командование подводными силами на Тихом океане в течение трёх дней открытым текстом передало серию радиограмм с подробным описанием курса и графика движения «Ава-мару».

### Потопление

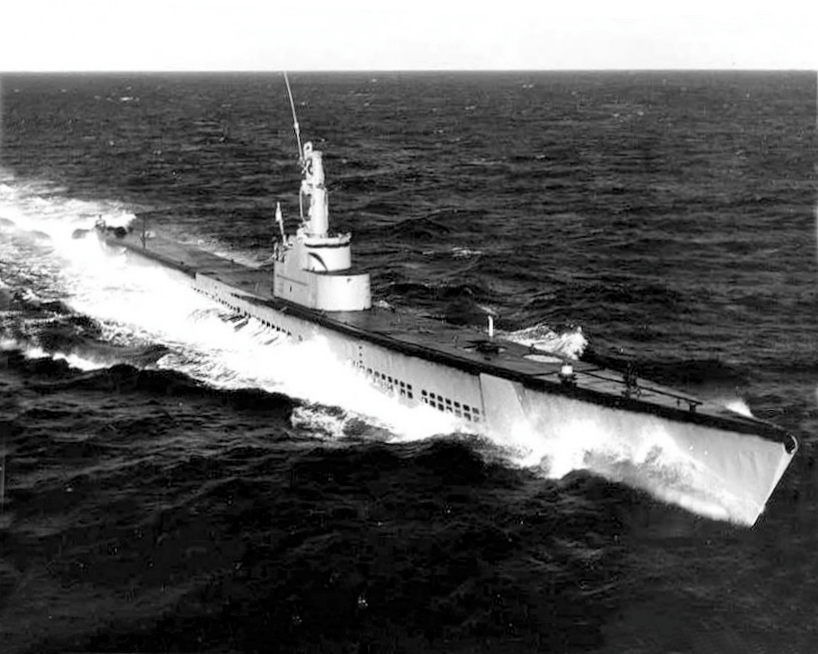
Подводная лодка ВМС США USS Queenfish (SS-393).

28 марта командующий Тихоокеанским подводным флотом вице-адмирал Чарльз Локвуд передал подлодкам, патрулирующим окрестности Сингапура, приказ следующего содержания:

Обеспечить безопасный проход «Ава-мару», перевозящему груз для военнопленных. Судно будет проходить через ваш район с 30 марта по 4 апреля. Судно освещено ночью и маркировано белыми крестами.
Оригинальный текст (англ.)Let pass safely the Awa Maru carrying prisoner of war supplies. She will be passing through your areas between March 30 and April 4. She is lighted at night and plastered with white crosses.

Судно покинуло Сингапур 28 марта и ночью 1 апреля было обнаружено в Тайваньском проливе американской подводной лодкой USS Queenfish (SS-393). «Ава-мару» был принят за эсминец и атакован из надводного положения. Командир подлодки, Эллиотт Локлин, в своём рапорте приводил следующие причины ошибочной идентификации судна:
- Плохая видимость, не превышавшая 180 метров из-за сильного тумана и тёмного времени суток[6][9].
- Незадолго до обнаружения «Ава-мару» Queenfish получила сообщение от находившейся в нескольких десятках миль подлодки Sea Fox о произведённой атаке на небольшой конвой.
- «Ава-мару» шло с высокой для транспорта скоростью в 16–17 узлов, не применяя противолодочный зигзаг, и направлялось в район обнаружения конвоя, о котором сообщала Sea Fox.
- Дальнейшее сближение с целью для установления визуального контакта Локлин посчитал опасным.

Сообщение Чарльза Локвуда было получено Queenfish. В дальнейшем Локлин утверждал, что не придал ему должного внимания из-за отсутствия данных о курсе, скорости и маршруте «Ава-мару». В опубликованном АНБ отчёте содержится утверждение о том, что в неоднократно переданных радиограммах до Локвуда был указан маршрут судна, но по неустановленным причинам полный текст сообщения не был предоставлен Локлину офицером связи.
Ориентируясь по радару, без установления визуального контакта Queenfish выпустила четыре торпеды с расстояния в 1100 метров. Все торпеды попали в цель, и «Ава-мару» затонуло через три минуты на глубине 60 метров в точке 24°41′ с. ш. 119°12′ в. д.. Из 2004 пассажиров и членов экипажа спастись удалось только одному человеку — стюард Симода Кантаро был подобран подводной лодкой. Локлин в своём рапорте писал об обнаружении 15–20 выживших при первом прибытии подлодки к месту затопления «Ава-мару», никто из которых, кроме Кантаро, не принимал спасательный круг. Через час, при повторном возвращении, больше никого обнаружить не удалось.

## Последствия
Через несколько часов после спасения Симода Кантаро рассказал, какое судно потопила Queenfish. Локлин немедленно доложил об инциденте Локвуду, который в свою очередь отдал приказ Queenfish и Sea Fox, второй подлодке, искать других выживших и предоставил рапорт командующему Тихоокеанским флотом адмиралу Нимицу и командующему ВМС США адмиралу Кингу. Вскоре последовал ответ Кинга — Queenfish немедленно вернуться в порт, отстранить Локлина от командования и передать его дело в военный трибунал. Никого с «Ава-мару» больше обнаружить не удалось, но было замечено несколько тысяч ящиков и тюков с сырой резиной, четыре из которых были подняты на борт Queenfish перед возвращением в Сайпан.
Чарльз Локвуд свидетельствовал в защиту командира подводной лодки и взял на себя часть ответственности за инцидент, признав свой приказ от 28 марта недостаточно детализированным. Сторона защиты выдвинула два основных аргумента. Согласно первому из них «Ава-мару» не подпадал под соглашение о безопасном проходе, так как помимо перевозки гражданских лиц осуществлял переброску военнослужащих и имел на борту груз резины. Это было подтверждено показаниями выжившего члена экипажа и найденными упаковками с резиной, но трибунал не принял этот аргумент, объяснив это тем, что Локлин не мог знать, что было на борту «Ава-мару» и в любом случае не должен был нарушать приказ командования. Вторым аргументом было отсутствие намерения — командир принял решение о торпедной атаке «эсминца» вследствие ошибочной идентификации на основе косвенных данных. Компетентность Эллиотта Локлина была тщательно проверена, были исследованы все записи бортовых журналов Queenfish — обстоятельства атаки (в том числе заглубление и углы отклонения торпед) свидетельствовали о том, что Локлин действительно предполагал, что атакует эсминец со сравнительно небольшими габаритами и осадкой. В итоге трибунал снял с Локлина обвинения в виновном неисполнении должностных обязанностей и неподчинении приказу, но нашёл его виновным в халатности. Локлин получил выговор и был отстранён от командования подводной лодкой.

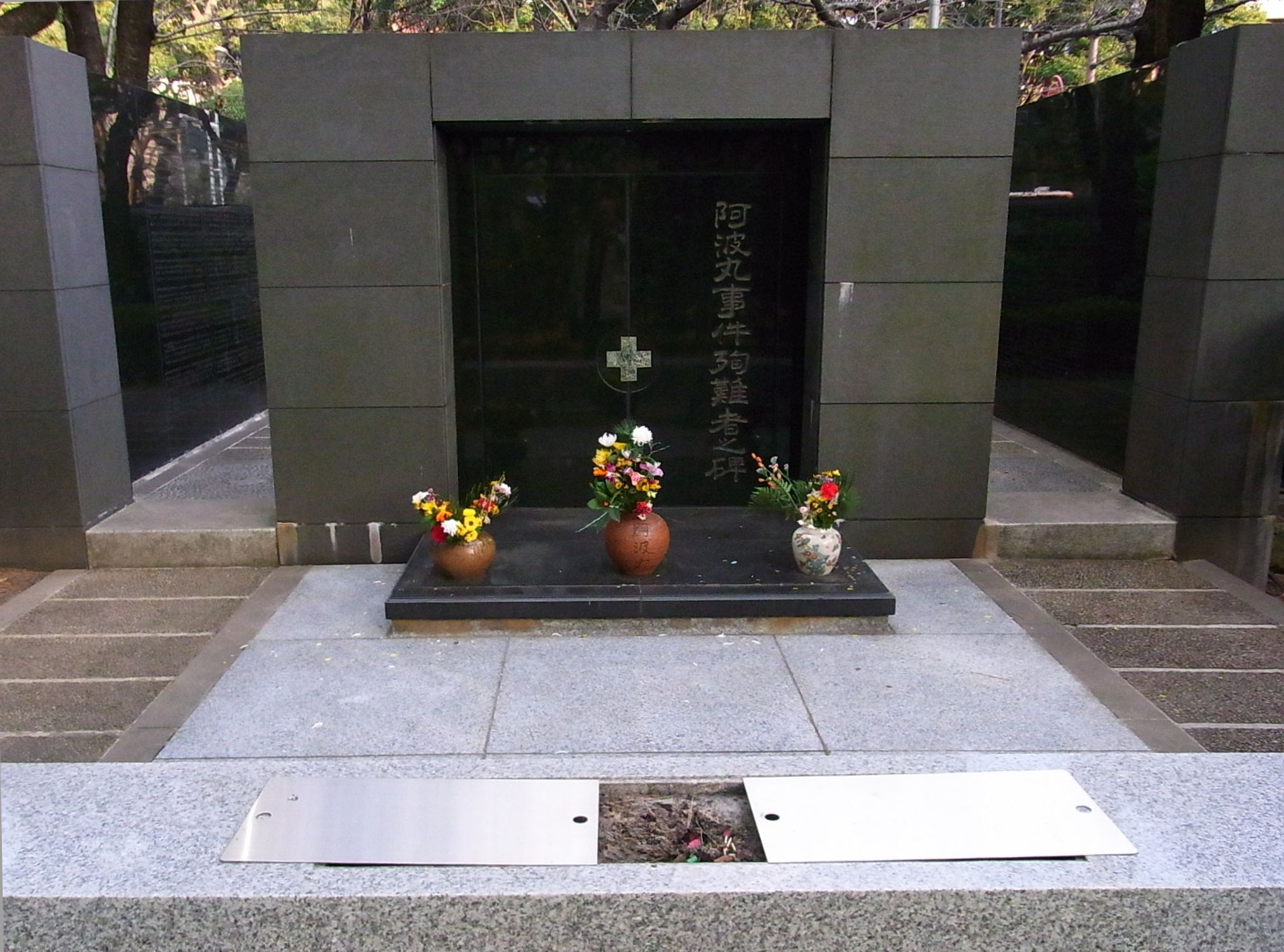
Мемориал жертвам потопления «Ава-мару» на территории буддийского храма Дзодзёдзи (Токио).

Правительство США принесло формальные извинения Японии и предложило предоставить судно со схожими характеристиками, но японское правительство настаивало на полном возмещении убытков. 14 августа 1945 года, за день до объявления о капитуляции, министр иностранных дел Того направил США требование о выплате компенсации в 227 286 600 иен (около 52,5 млн. долларов США). Компенсация выплачена не была, и в 1949 году претензии были сняты по взаимному соглашению.

### Золото на борту
В 1976 году в газете San Diego Tribune была опубликована статья о совместном предприятии, в число основателей которого входили бывший астронавт Скотт Карпентер и гидронавт Джон Линдберг, сын Чарльза Линдберга. Они намеревались выкупить у правительства КНР права на подъём «Ава-мару». В последующих пресс-релизах участники предприятия утверждали, что имеют сведения о находившемся на борту «Ава-мару» большом грузе золотых слитков, технических алмазов, платины и изделий из слоновой кости общей стоимостью в 5–10 миллиардов долларов. Среди ценностей, предположительно находившихся на борту судна, также назывались вывезенные японцами из Китая ископаемые останки «пекинского человека».
В 1977 году точные координаты «Ава-мару» были самостоятельно определены КНР, которая предприняла одну из самых масштабных дорогостоящих судоподъёмных операций. В районе предполагаемого затопления «Ава-мару» было ограничено судоходство под предлогом проведения неких «подводных работ», что привело к обострению отношений с Тайванем, посчитавшим, что КНР занимается строительством военного объекта.
Общая стоимость работ составила около 100 миллионов долларов, из которых 20 миллионов были потрачены на приобретение японского плавучего крана Dalihao грузоподъёмностью 2500 тонн. Было осуществлено около 10 тысяч погружений и извлечено 10 тысяч кубометров ила. В 1980 году КНР была вынуждена прекратить безрезультатные поиски ценностей. Удалось обнаружить останки и личные вещи погибших, которые были переданы Японии.
Агентство национальной безопасности США подготовило в мае 1981 года отчёт с целью прояснить вопрос о перевозимом «Ава-мару» грузе. В отчёте подробно освещаются обстоятельства потопления судна. Анализ 122 перехваченных во время войны японских сообщений показал, что золото действительно было на борту «Хоси-мару» (около пятнадцати тонн) и по крайней мере одна тонна — на «Ава-мару», но перевозилось в обратном направлении — из Японии в Шанхай и Таиланд для оплаты материалов и логистической поддержки. Доставка 275 тонн гуманитарных грузов в Шанхай на «Хоси-мару» была предлогом для обеспечения безопасного обратного рейса в Японию — судно возвращалось с большим грузом угля и чугуна. Золото, перевозимое «Ава-мару», было выгружено в Сингапуре и 14 дней спустя было доставлено в Бангкок. Стоимость золотых слитков, отправленных на «Ава-мару», на момент подготовки отчёта оценивалась в 120 миллионов долларов, что существенно меньше 5—10 миллиардов, о которых вели речь основатели предприятия по подъёму. Груз для обратного рейса состоял из резины и олова. Пассажирами были несколько дипломатов и чиновников, моряки, инженеры и офицеры торгового флота, возвращавшиеся в Японию из Сингапура.